# Karl Gebhard
Karl Gebhard (auch Carl Gebhard; * 4. Mai 1800 in Stuttgart; † 4. Juli 1874 in Cannstatt) war ein deutscher Forstmann.

## Leben
Gebhard absolvierte bis 1815 das Tübinger Gymnasium. Anschließend wurde er von 1815 bis 1817 im Revier Böblingen in der Forstpraxis ausgebildet, bevor er von 1817 bis 1820 das Forststudium am Forstinstitut in Stuttgart durchlief. Die weitere praktische Ausbildung erfolgte an verschiedenen Forstämtern, darunter jene in Tübingen und Rottweil. Die erste Staatsprüfung bestand er 1822, die zweite Staatsprüfung 1828.
Gebhard war ab 1822 als Forstassistent am Forstamt in Rottweil angestellt. 1831 wurde er als zweiter Lehrer der Forstwirtschaft in den Kreis der ordentlichen Professoren der Akademie Hohenheim aufgenommen. Seine Lehre umfasste Forstschutz, Forstbenutzung, Forsttechnologie, Forstbotanik, Forstgeschäftspraxis und Planzeichnen. Allerdings drängte es ihn schnell wieder nach der Forstpraxis, sodass er 1833 als Oberforstinspektor in den fürstlich fürstenbergischen Forstdienst eintrat. Zunächst hatte er seinen Dienstsitz in Hüfingen, dann in Donaueschingen. Seine Beförderung zum Oberforstrat erfolgte 1851. Er machte sich als Leiter des fürstenbergischen Forstwesens verdient. 1861 wurde er aufgrund seiner gesundheitlichen Verfassung in den Ruhestand versetzt. Er zog sich daraufhin nach Cannstatt zurück.
Gebhard gab von 1838 bis 1842 zusammen mit Karl Philipp Friedrich Arnsperger die Forstliche Zeitschrift für das Grossherzogthum Baden heraus. Seine schriftstellerische Arbeit beschränkte sich hauptsächlich auf Beiträgen zur Journalen. 1840 verfasste er außerdem die Dienstinstructionen für das fürstlich Fürstenbergische Forstpersonal. Ab 1840 stand er zwanzig Jahre dem Forstlichen Verein für das badische Oberland, der 1861 in Forstlicher Verein für das Großherzogtum Baden umbenannt wurde, als Präsident vor.
Gebhard war Ehrenmitglied des Schweizerischen Forstvereins.